# Pselliophora bifascipennis
Pselliophora bifascipennis är en tvåvingeart som beskrevs av Enrico Adelelmo Brunetti 1911. Pselliophora bifascipennis ingår i släktet Pselliophora och familjen storharkrankar. Inga underarter finns listade i Catalogue of Life.